# Tour de Ski 2014/2015
De Tour de Ski 2014/2015 was de negende versie van Tour de Ski, een langlaufwedstrijd over verschillende etappen. Het begon op 3 januari 2015 in Oberstdorf en eindigde op 11 januari 2015 in Val di Fiemme. Deze Tour de Ski maakte deel uit van de wereldbeker langlaufen 2014/2015. Eindwinnaars werden de Noor Martin Johnsrud Sundby, net als vorig seizoen, bij de mannen en de Noorse Marit Bjørgen bij de vrouwen. 

## Etappeschema
| Datum      | Plaats        | Etappe                        | Mannen                  | Vrouwen                 |
| ---------- | ------------- | ----------------------------- | ----------------------- | ----------------------- |
| 03/01/2015 | Oberstdorf    | Proloog (intervalstart)       | 4 km (vrije stijl)      | 3 km (vrije stijl)      |
| 04/01/2015 | Oberstdorf    | Achtervolging (handicapstart) | 15 km (klassieke stijl) | 10 km (klassieke stijl) |
| 06/01/2015 | Val Müstair   | Sprint                        | 1,4 km (vrije stijl)    | 1,4 km (vrije stijl)    |
| 07/01/2015 | Toblach       | Intervalstart                 | 10 km (klassieke stijl) | 5 km (klassieke stijl)  |
| 08/01/2015 | Toblach       | Achtervolging (handicapstart) | 25 km (vrije stijl)     | 15 km (vrije stijl)     |
| 10/01/2015 | Val di Fiemme | Massastart                    | 15 km (klassieke stijl) | 10 km (klassieke stijl) |
| 11/01/2015 | Val di Fiemme | Achtervolging (handicapstart) | 9 km (vrije stijl)      | 9 km (vrije stijl)      |

## Wereldbekerpunten
De beste dertig van de Tour de Ski ontvangen viermaal het aantal wereldbekerpunten dat zij zouden ontvangen voor dezelfde positie tijdens een reguliere wereldbekerwedstrijd, De winnaar ontvangt 400 punten, de nummer twee 320 enzovoort. Voor een etappezege ontvangt de winnaar de helft van de punten ten opzichte van winst in een reguliere wedstrijd, voor plaats twee tot en met dertig geldt een andere verdeling dan 50% procent van de wereldbekerpunten.
| Plaats     | 1   | 2   | 3   | 4   | 5   | 6   | 7   | 8   | 9   | 10  | 11 | 12 | 13 | 14 | 15 | 16 | 17 | 18 | 19 | 20 | 21 | 22 | 23 | 24 | 25 | 26 | 27 | 28 | 29 | 30 |
| ---------- | --- | --- | --- | --- | --- | --- | --- | --- | --- | --- | -- | -- | -- | -- | -- | -- | -- | -- | -- | -- | -- | -- | -- | -- | -- | -- | -- | -- | -- | -- |
| Klassement | 400 | 320 | 240 | 200 | 180 | 160 | 144 | 128 | 116 | 104 | 96 | 88 | 80 | 72 | 64 | 60 | 56 | 52 | 48 | 44 | 40 | 36 | 32 | 28 | 24 | 20 | 16 | 12 | 8  | 4  |
| Etappes    | 50  | 46  | 43  | 40  | 37  | 34  | 32  | 30  | 28  | 26  | 24 | 22 | 20 | 18 | 16 | 15 | 14 | 13 | 12 | 11 | 10 | 9  | 8  | 7  | 6  | 5  | 4  | 3  | 2  | 1  |

## Klassementen

### Algemeen klassement
| Mannen | Mannen             | Mannen | Mannen    |
| #      | Naam               | Land   | Tijd      |
| ------ | ------------------ | ------ | --------- |
| 1      | Petter Northug     | NOR    | 3:27.14,4 |
| 2      | Jevgeni Belov      | RUS    | + 12,6    |
| 3      | Calle Halfvarsson  | SWE    | + 30,7    |
| 4      | Dario Cologna      | SUI    | + 1.33,1  |
| 5      | Roland Clara       | ITA    | + 2.00,7  |
| 6      | Niklas Dyrhaug     | NOR    | + 2.04,0  |
| 7      | Aleksej Poltoranin | KAZ    | + 2.28,2  |
| 8      | Chris Jespersen    | NOR    | + 2.37,8  |
| 9      | Maksim Vylegsjanin | RUS    | + 2.51,2  |
| 10     | Daniel Richardsson | SWE    | + 3.04,5  |

De oorspronkelijke Tour de Ski winnaar Martin Johnsrud Sundby is de zege afgenomen, vanwege een dopingschorsing.
| Vrouwen | Vrouwen               | Vrouwen | Vrouwen   |
| #       | Naam                  | Land    | Tijd      |
| ------- | --------------------- | ------- | --------- |
| 1       | Marit Bjørgen         | NOR     | 2:34.44,6 |
| 2       | Therese Johaug        | NOR     | + 1.39,2  |
| 3       | Heidi Weng            | NOR     | + 1.59,5  |
| 4       | Ragnhild Haga         | NOR     | + 7.32,2  |
| 5       | Elizabeth Stephen     | USA     | + 7.41,8  |
| 6       | Eva Vrabcová Nývltová | CZE     | + 8.29,4  |
| 7       | Nicole Fessel         | GER     | + 8.55,8  |
| 8       | Denise Herrmann       | GER     | + 9.35,1  |
| 9       | Emma Wikén            | SWE     | + 9.47,9  |
| 10      | Teresa Stadlober      | AUT     | + 9.53,8  |

### Sprintklassement
| Mannen | Mannen                 | Mannen | Mannen |
| #      | Naam                   | Land   | Tijd   |
| ------ | ---------------------- | ------ | ------ |
| 1      | Petter Northug         | NOR    | 118 s  |
| 2      | Calle Halfvarsson      | SWE    | 87 s   |
| 3      | Martin Johnsrud Sundby | NOR    | 85 s   |
| 4      | Jevgeni Belov          | RUS    | 64 s   |
| 5      | Dario Cologna          | SUI    | 57 s   |
| 6      | Aleksej Poltoranin     | KAZ    | 39 s   |
| 7      | Bernhard Tritscher     | AUT    | 36 s   |
| 8      | Simon Andersson        | SWE    | 30 s   |
| 9      | Alex Harvey            | CAN    | 25 s   |
| 10     | Tim Tscharnke          | GER    | 22 s   |

| Vrouwen | Vrouwen              | Vrouwen | Vrouwen |
| #       | Naam                 | Land    | Tijd    |
| ------- | -------------------- | ------- | ------- |
| 1       | Marit Bjørgen        | NOR     | 140 s   |
| 2       | Heidi Weng           | NOR     | 108 s   |
| 3       | Therese Johaug       | NOR     | 67 s    |
| 4       | Ragnhild Haga        | NOR     | 36 s    |
| 5       | Jevgenia Sjapovalova | RUS     | 36 s    |
| 6       | Justyna Kowalczyk    | POL     | 21 s    |
| 7       | Anne Kyllönen        | FIN     | 14 s    |
| 8       | Ilaria Debertolis    | ITA     | 13 s    |
| 9       | Celia Aymonier       | FRA     | 12 s    |
| 10      | Aino-Kaisa Saarinen  | FIN     | 8 s     |

## Etappes

### Proloog
| Mannen | Mannen                 | Mannen | Mannen |
| #      | Naam                   | Land   | Tijd   |
| ------ | ---------------------- | ------ | ------ |
| 1      | Dario Cologna          | SUI    | 9.54,2 |
| 2      | Calle Halfvarsson      | SWE    | + 5,0  |
| 3      | Petter Northug         | NOR    | + 5,5  |
| 4      | Ilja Tsjernoesov       | RUS    | + 7,0  |
| 5      | Marcus Hellner         | SWE    | + 8,2  |
| 6      | Jevgeni Belov          | RUS    | + 8,5  |
| 7      | Andrej Larkov          | RUS    | + 9,0  |
| 8      | Jonas Baumann          | SUI    | + 11,6 |
| 9      | Maurice Manificat      | FRA    | + 11,8 |
| 10     | Martin Johnsrud Sundby | NOR    | + 11,9 |

| Vrouwen | Vrouwen                  | Vrouwen | Vrouwen |
| #       | Naam                     | Land    | Tijd    |
| ------- | ------------------------ | ------- | ------- |
| 1       | Marit Bjørgen            | NOR     | 7.53,0  |
| 2       | Heidi Weng               | NOR     | + 10,7  |
| 3       | Ragnhild Haga            | NOR     | + 12,2  |
| 4       | Therese Johaug           | NOR     | + 13,2  |
| 5       | Nicole Fessel            | GER     | + 13,5  |
| 6       | Ingvild Flugstad Østberg | NOR     | + 15,1  |
| 7       | Sadie Bjornsen           | USA     | + 19,0  |
| 8       | Elizabeth Stephen        | USA     | + 19,9  |
| 9       | Coraline Thomas Hugue    | FRA     | + 20,0  |
| 10      | Justyna Kowalczyk        | POL     | + 20,3  |

### Etappe 1
| Mannen | Mannen                 | Mannen | Mannen  |
| #      | Naam                   | Land   | Tijd    |
| ------ | ---------------------- | ------ | ------- |
| 1      | Petter Northug         | NOR    | 42.01,2 |
| 2      | Alex Harvey            | CAN    | + 0,6   |
| 3      | Calle Halfvarsson      | SWE    | + 0,8   |
| 4      | Niklas Dyrhaug         | NOR    | + 2,0   |
| 5      | Aleksej Poltoranin     | KAZ    | + 2,1   |
| 6      | Dario Cologna          | SUI    | + 2,3   |
| 7      | Francesco De Fabiani   | ITA    | + 3,4   |
| 8      | Martin Johnsrud Sundby | NOR    | + 3,8   |
| 9      | Marcus Hellner         | SWE    | + 5,2   |
| 10     | Dietmar Nöckler        | ITA    | + 6,5   |

| Vrouwen | Vrouwen                  | Vrouwen | Vrouwen  |
| #       | Naam                     | Land    | Tijd     |
| ------- | ------------------------ | ------- | -------- |
| 1       | Marit Bjørgen            | NOR     | 29.27,6  |
| 2       | Heidi Weng               | NOR     | + 56,2   |
| 3       | Therese Johaug           | NOR     | + 56,8   |
| 4       | Stina Nilsson            | SWE     | + 1.33,5 |
| 5       | Nicole Fessel            | GER     | + 1.37,7 |
| 6       | Justyna Kowalczyk        | POL     | + 1.39,6 |
| 7       | Emma Wikén               | SWE     | + 1.41,8 |
| 8       | Alevtina Tanygina        | RUS     | + 1.45,3 |
| 9       | Ingvild Flugstad Østberg | NOR     | + 1.46,3 |
| 10      | Ragnhild Haga            | NOR     | + 1.47,3 |

### Etappe 2
| Mannen | Mannen                 | Mannen | Mannen |
| #      | Naam                   | Land   | Tijd   |
| ------ | ---------------------- | ------ | ------ |
| 1      | Federico Pellegrino    | ITA    | 60 s   |
| 2      | Petter Northug         | NOR    | 56 s   |
| 3      | Martin Johnsrud Sundby | NOR    | 52 s   |
| 4      | Jevgeni Belov          | RUS    | 48 s   |
| 5      | Ilja Tsjernoesov       | RUS    | 44 s   |
| 6      | Calle Halfvarsson      | SWE    | 42 s   |
| 7      | Maciej Starega         | POL    | 40 s   |
| 8      | Simeon Hamilton        | USA    | 38 s   |
| 9      | Bernhard Tritscher     | SLO    | 36 s   |
| 10     | Dušan Kožíšek          | CZE    | 34 s   |

| Vrouwen | Vrouwen                  | Vrouwen | Vrouwen |
| #       | Naam                     | Land    | Tijd    |
| ------- | ------------------------ | ------- | ------- |
| 1       | Marit Bjørgen            | NOR     | 60 s    |
| 2       | Heidi Weng               | NOR     | 56 s    |
| 3       | Ingvild Flugstad Østberg | NOR     | 52 s    |
| 4       | Stina Nilsson            | SWE     | 48 s    |
| 5       | Maiken Caspersen Falla   | NOR     | 44 s    |
| 6       | Laurien van der Graaff   | SUI     | 42 s    |
| 7       | Sophie Caldwell          | USA     | 40 s    |
| 8       | Gaia Vürich              | ITA     | 38 s    |
| 9       | Jevgenia Sjapovalova     | RUS     | 36 s    |
| 10      | Kikkan Randall           | USA     | 34 s    |

### Etappe 3
| Mannen | Mannen                 | Mannen | Mannen  |
| #      | Naam                   | Land   | Tijd    |
| ------ | ---------------------- | ------ | ------- |
| 1      | Aleksej Poltoranin     | KAZ    | 22.51,8 |
| 2      | Jevgeni Belov          | RUS    | + 0,5   |
| 3      | Martin Johnsrud Sundby | NOR    | + 4,2   |
| 4      | Calle Halfvarsson      | SWE    | + 9,4   |
| 5      | Dario Cologna          | SUI    | + 14,3  |
| 6      | Daniel Richardsson     | SWE    | + 20,4  |
| 7      | Petter Northug         | NOR    | + 22,8  |
| 8      | Niklas Dyrhaug         | NOR    | + 23,4  |
| 9      | Eldar Rønning          | NOR    | + 26,3  |
| 10     | Iivo Niskanen          | FIN    | + 26,5  |

| Vrouwen | Vrouwen                  | Vrouwen | Vrouwen |
| #       | Naam                     | Land    | Tijd    |
| ------- | ------------------------ | ------- | ------- |
| 1       | Marit Bjørgen            | NOR     | 12.48,5 |
| 2       | Therese Johaug           | NOR     | + 10,8  |
| 3       | Heidi Weng               | NOR     | + 13,1  |
| 4       | Emma Wikén               | SWE     | + 13,8  |
| 5       | Justyna Kowalczyk        | POL     | + 17,6  |
| 6       | Anne Kyllönen            | FIN     | + 19,8  |
| 7       | Jevgenia Sjapovalova     | RUS     | + 21,1  |
| 8       | Sadie Bjornsen           | USA     | + 22,7  |
| 9       | Ingvild Flugstad Østberg | NOR     | + 26,1  |
| 10      | Anna Haag                | SWE     | + 31,6  |

### Etappe 4
| Mannen | Mannen                 | Mannen | Mannen   |
| #      | Naam                   | Land   | Tijd     |
| ------ | ---------------------- | ------ | -------- |
| 1      | Petter Northug         | NOR    | 53.56,9  |
| 2      | Calle Halfvarsson      | SWE    | + 2,0    |
| 3      | Martin Johnsrud Sundby | NOR    | + 2,2    |
| 4      | Jevgeni Belov          | RUS    | + 2,4    |
| 5      | Niklas Dyrhaug         | NOR    | + 1.45,9 |
| 6      | Alex Harvey            | CAN    | + 1.46,0 |
| 7      | Dario Cologna          | SUI    | + 1.46,4 |
| 8      | Aleksej Poltoranin     | KAZ    | + 1.49,1 |
| 9      | Daniel Richardsson     | SWE    | + 1.51,0 |
| 10     | Maksim Vylegsjanin     | RUS    | + 2.08,3 |

| Vrouwen | Vrouwen           | Vrouwen | Vrouwen  |
| #       | Naam              | Land    | Tijd     |
| ------- | ----------------- | ------- | -------- |
| 1       | Marit Bjørgen     | NOR     | 36.37,9  |
| 2       | Heidi Weng        | NOR     | + 1.58,8 |
| 3       | Therese Johaug    | NOR     | + 2.51,4 |
| 4       | Emma Wikén        | SWE     | + 4.20,4 |
| 5       | Ragnhild Haga     | NOR     | + 4.23,7 |
| 6       | Justyna Kowalczyk | POL     | + 4.46,7 |
| 7       | Anna Haag         | SWE     | + 4.48,7 |
| 8       | Nicole Fessel     | GER     | + 4.48,7 |
| 9       | Denise Herrmann   | GER     | + 5.16,0 |
| 10      | Laura Mononen     | FIN     | + 5.26,9 |

### Etappe 5
| Mannen | Mannen                 | Mannen | Mannen  |
| #      | Naam                   | Land   | Tijd    |
| ------ | ---------------------- | ------ | ------- |
| 1      | Tim Tscharnke          | GER    | 46.48,8 |
| 2      | Aleksej Poltoranin     | KAZ    | + 0,0   |
| 3      | Dario Cologna          | SUI    | + 0,4   |
| 4      | Stanislav Volzjentsev  | RUS    | + 0,7   |
| 5      | Aleksandr Bessmertnych | RUS    | + 0,7   |
| 6      | Thomas Bing            | GER    | + 2,0   |
| 7      | Francesco De Fabiani   | ITA    | + 3,2   |
| 8      | Martin Johnsrud Sundby | NOR    | + 4,1   |
| 9      | Andrej Larkov          | RUS    | + 4,5   |
| 10     | Dietmar Nöckler        | ITA    | + 4,8   |

| Vrouwen | Vrouwen               | Vrouwen | Vrouwen  |
| #       | Naam                  | Land    | Tijd     |
| ------- | --------------------- | ------- | -------- |
| 1       | Therese Johaug        | NOR     | 33.10,4  |
| 2       | Marit Bjørgen         | NOR     | + 1,1    |
| 3       | Heidi Weng            | NOR     | + 5,5    |
| 4       | Aino-Kaisa Saarinen   | FIN     | + 1.13,1 |
| 5       | Elizabeth Stephen     | USA     | + 1.39,6 |
| 6       | Teresa Stadlober      | AUT     | + 1.40,9 |
| 7       | Justyna Kowalczyk     | POL     | + 1.47,2 |
| 8       | Eva Vrabcová Nývltová | CZE     | + 1.47,7 |
| 9       | Ragnhild Haga         | NOR     | + 1.50,5 |
| 10      | Denise Herrmann       | GER     | + 2.01,3 |

### Etappe 6
| Mannen | Mannen                 | Mannen | Mannen  |
| #      | Naam                   | Land   | Tijd    |
| ------ | ---------------------- | ------ | ------- |
| 1      | Roland Clara           | ITA    | 29.13,0 |
| 2      | Maurice Manificat      | FRA    | + 2,1   |
| 3      | Martin Johnsrud Sundby | NOR    | + 11,3  |
| 4      | Toni Livers            | SUI    | + 16,9  |
| 5      | Simen Andreas Sveen    | NOR    | + 24,8  |
| 6      | Jevgeni Belov          | RUS    | + 30,2  |
| 7      | Chris Jespersen        | NOR    | + 33,3  |
| 8      | Stanislav Volzjentsev  | RUS    | + 33,4  |
| 9      | Dario Cologna          | SUI    | + 34,4  |
| 10     | Niklas Dyrhaug         | NOR    | + 36,9  |

| Vrouwen | Vrouwen               | Vrouwen | Vrouwen  |
| #       | Naam                  | Land    | Tijd     |
| ------- | --------------------- | ------- | -------- |
| 1       | Therese Johaug        | NOR     | 32.16,4  |
| 2       | Heidi Weng            | NOR     | + 59,4   |
| 3       | Marit Bjørgen         | NOR     | + 1.11,1 |
| 4       | Elizabeth Stephen     | CZE     | + 1.13,5 |
| 5       | Eva Vrabcová Nývltová | CZE     | + 1.54,6 |
| 6       | Ragnhild Haga         | NOR     | + 1.56,2 |
| 7       | Maria Rydqvist        | SWE     | + 1.56,3 |
| 8       | Laura Orgue           | ESP     | + 2.16,9 |
| 9       | Nicole Fessel         | GER     | + 2.20,3 |
| 10      | Teresa Stadlober      | AUT     | + 2.30,5 |

## Klassementsleiders na elke etappe
| Etappe  | Mannen                 | Mannen           | Vrouwen             | Vrouwen          |
| Etappe  | Algemeen klassement    | Puntenklassement | Algemeen klassement | Puntenklassement |
| ------- | ---------------------- | ---------------- | ------------------- | ---------------- |
| Proloog | Dario Cologna          | Dario Cologna    | Marit Bjørgen       | Marit Bjørgen    |
| 1       | Petter Northug         | Petter Northug   | Marit Bjørgen       | Marit Bjørgen    |
| 2       | Petter Northug         | Petter Northug   | Marit Bjørgen       | Marit Bjørgen    |
| 3       | Petter Northug         | Petter Northug   | Marit Bjørgen       | Marit Bjørgen    |
| 4       | Petter Northug         | Petter Northug   | Marit Bjørgen       | Marit Bjørgen    |
| 5       | Petter Northug         | Petter Northug   | Marit Bjørgen       | Marit Bjørgen    |
| 6       | Martin Johnsrud Sundby | Petter Northug   | Marit Bjørgen       | Marit Bjørgen    |